# Маринър
Програмата Маринър (на английски: Mariner program) е програма ръководена от американската космическа агенция НАСА за изстрелване на серия от автоматични космически сонди за изследване на планетите Марс, Венера и Меркурий. С програмата са направени няколко неща за пръв път: за пръв път космически апарат лети ниско около планета, за пръв път апарат навлиза в орбита около друга планета, за пръв път е използвана гравитацията на друга планета за да се увеличи скоростта на апарата.
От 10 апарата 7 са с успешни мисии, другите претърпяват провал. Планираните Маринър 11 и Маринър 12 са включени в програмата Вояджър и носят имената Вояджър 1 и Вояджър 2, докато Викинг 1 и Викинг 2 са уголемени версии на апарата Маринър 9. Други космически апарати базирани на тези от Маринър са изстреляната сонда Магелан до Венера и Галилео до Юпитер. Втора поредица от апарати Маринър наречена Маринър марк II най-вероятно е включена към разработката на апарата Касини-Хюйгенс, който сега се намира в орбита около Сатурн. Изстреляната сонда Нови Хоризонти до Плутон, базирана най-вече на по-опростените Пионер 10 и Пионер 11 притежава някои от особеностите на Маринър.